# 🇸🇭
🇸🇭 is een Unicode vlagsequentie emoji die gebruikt wordt als regionale indicator voor Sint-Helena. De meest gebruikelijke weergave is die van de vlag van Sint-Helena, maar op sommige platforms (waaronder Microsoft Windows) ziet men de letters SH.
De vlagsequentie is opgebouwd uit de combinatie van de Regional Indicator Symbols 🇸 (U+1F1F8) en 🇭 (U+1F1ED), tezamen de ISO 3166-1 alpha-2 code SH voor Sint-Helena vormend.
Deze emoji is in 2010 geïntroduceerd met de Unicode 6.0-standaard.

## Gebruik

De landsvlag van Sint-Helena

Deze emoji wordt gebruikt als regionale aanduiding van Sint-Helena.

## Codering

De Emoji One-implementatie

### Unicode
In Unicode vindt men de 🇸🇭 met de codesequentie U+1F1F8 U+1F1ED (hex).

### Shortcode
Er zijn shortcodes  voor 🇸🇭; in Github kan deze opgeroepen worden met :st-helena:,  in Slack kan het karakter worden opgeroepen met de code :flag-sh:.